# فرودگاه گیلرمو دل کاستیلو پاردس
فرودگاه گیلرمو دل کاستیلو پاردس (به انگلیسی: Cad. FAP Guillermo del Castillo Paredes Airport) یک فرودگاه همگانی با کد یاتا TPP است که یک باند فرود آسفالت دارد و طول باند آن ۲۶۰۰ متر است. این فرودگاه در کشور پرو قرار دارد و در ارتفاع ۲۶۵ متری از سطح دریا واقع شده‌است.